# Electrociclo
Electriciclo SA war ein spanischer Hersteller von Automobilen.

## Unternehmensgeschichte
Das Unternehmen aus Eibar entwickelte mit staatlichen Fördermitteln ein Elektroauto. Die Vermarktung dieses Fahrzeugs unter dem eigenen Markennamen lief von 1945 bis 1946. Außerdem fertigte das Unternehmen Fahrzeuge für Electro-Wikal S.A. aus Madrid.

## Fahrzeuge
Die Fahrzeuge waren mit Elektromotoren ausgestattet. Das Fahrzeug bot Platz für zwei Personen. Daneben gab es einen Lieferwagen.